# Eva Todor

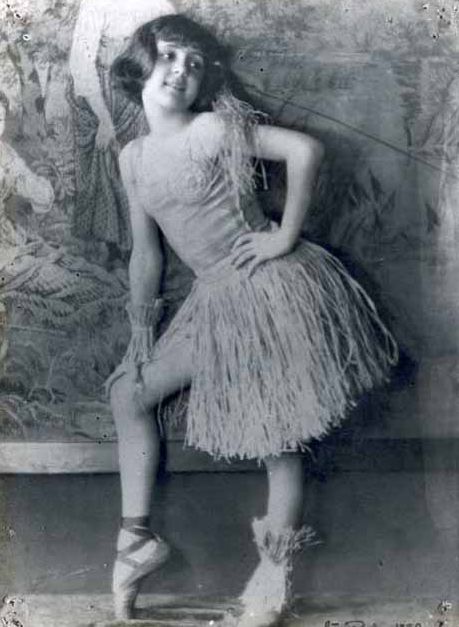
1930-ban

Eva Todor, született Fodor Éva (Budapest, 1919. november 9. – Rio de Janeiro, 2017. december 10.) magyarországi születésű brazil színésznő.

## Életpályája
Fodor (Friedländer) Sándor kereskedősegéd és Gutstein Gizella egyetlen gyermekeként született magyarországi zsidó családban. Első színházi szerepeit a magyar fővárosban kapta; már kisgyermekként táncolt a Magyar Királyi Operaházban.
Az első világháborút követő pénzügyi nehézségek miatt a Fodor család elhagyta hazáját, és 1929-ben Brazíliába emigrált, ahol először São Paulóban telepedtek le. A következő évben a mindössze tizenegy éves Eva Rio de Janeiróban folytatta táncosnői karrierjét. Tízéves korában kezdett klasszikus táncot tanulni Maria Olenewa tanítványaként a Teatro Municipalban. Ekkor vette fel a „Todor” művésznevet az eredeti családneve helyett, annak rossz csengése miatt.
Tizenöt évesen, 1934-ben vizsgát tett és csatlakozott a Teatro Recreio társulatához, ahol színésznőként Luis Iglesias és Freire Junior „Há uma forte corrente” című revüműsorában debütált. 1936-ban feleségül ment Iglesiashoz, és ő lett a revütársulat első színésznője. Hamarosan kiderült a komikus szerepekhez való tehetsége, ami arra késztette a férjét, hogy olyan darabokat írjon, amelyekben kifejezetten az ő tudásához mért karaktereket alakíthat. A naiva szerepkör specialistája volt. Repertoárjában hazai és külföldi szövegek egyaránt szerepeltek. Színpadra vitte magyar szerzők műveit, akik mindaddig ismeretlenek voltak a brazil közönség előtt.
1940-ben megkapta a brazil állampolgárságot.
Első drámai szerepét George Bernard Shaw Candida című darabjában kapta, amely az 1946-os Rio de Janeiró-i évad egyik legnagyobb sikere lett, s négy hónapig játszották. Ezt követte az 1947-es évben Somerset Maugham Carta című műve.
Férje, Luiz Iglézias rendező 1957-ben készített számára egy műsort As Aventuras de Eva címmel a Tupi TV-n, ahol egy szerény titkárnőt alakított. Iglezias arra is ösztönözte, hogy saját társulatot alapítson Eva e Seus Artistas néven, amely az 1950-es évek végéig működött, és amelyben az akkori színházi élet olyan nagyjai fordultak meg, mint André Villon, Elza Gomes, Henriette Morineau, André Villon, Jorge Dória és még sokan mások; a társulattal háromszor utazott Portugáliába és fellépett Afrikában is.
1958-ban megözvegyült és egy időre visszavonult a szerepléstől. Hat évvel később újból megházasodott, Paulo Nolding színházigazgató felesége lett, aki 1989-ben hunyt el. Gyermekei nem születtek.
Igazán ismertté televíziós szereplései tették. Huszonegy telenovellában és minisorozatban játszott. Legjelentősebb szerepe Kiki Blanche volt, a Locomotivas című szappanoperában (1977).
Utolsó televíziós szerepeinek egyikét a Magyarországon is nagy sikert aratott India: Álmok útján (Caminha da Índias) című sorozatban alakította.
Előrehaladott kora miatt meggyengült az egészsége, Parkinson- és Alzheimer-kórban, valamint szívelégtelenségben szenvedett.

## Filmjei

### Mozifilmek
- Os dois Ladrões (1960)
- Pão, Amor e... Totobola (1964)
- Xuxa Abracadabra (2003)
- Nem én vagyok Johnny (Meu Nome Não É Johnny) (2008)

### Tv-filmek
- Incidente em Antares (1994)
- Casa do Terror (1995)
- Amazônia: De Galvez a Chico Mendes (2007)

### Tv-sorozatok
- Grande Teatro Tupi (1953–1957, öt epizódban)
- As Aventuras de Eva (1961)
- E Nós Aonde Vamos? (1970)
- Locomotivas (1977, egy epizódban)
- Te Contei? (1978, egy epizódban)
- Memórias de Amor (1979, egy epizódban)
- Coração Alado (1980)
- Sétimo Sentido (1982)
- Sabor de Mel (1983)
- Partido Alto (1984)
- O Outro (1987)
- Topmodell (Top Model) (1989)
- De Corpo e Alma (1992)
- Olho no Olho (1993)
- Você Decide (1994–1998, hat epizódban)
- Malhação (1995)
- Quem É Você? (1996, egy epizódban)
- Anjo de Mim (1996)
- Caça Talentos (1996)
- Hilda Furacão (1998)
- Suave Veneno (1999)
- O Cravo e a Rosa (2000)
- Brava Gente (2001, egy epizódban)
- Sob Nova Direção (2004, egy epizódban)
- A Diarista (2004, egy epizódban)
- América (2005, 88 epizódban)
- Casos e Acasos (2008, egy epizódban)
- India: Álmok útján (Caminho das Índias) (2009, 54 epizódban)
- Ti Ti Ti (2010, egy epizódban)
- As Brasileiras (2012, egy epizódban)
- Salve Jorge (2012–2013, 20 epizódban)